# Movimento Pau-Brasil
Movimento Pau-Brasil foi um movimento artístico lançado no Brasil em 1924 por Oswald de Andrade e Tarsila do Amaral que apresentava uma posição primitivista, buscando uma poesia ingênua, de redescoberta do mundo e do Brasil e que foi inspirada nos movimentos de vanguarda europeus, devido às viagens que Oswald fazia à Europa.
Esse movimento foi levado ao público com a publicação do livro Pau-Brasil escrito por Oswald de Andrade e ilustrado por Tarsila do Amaral (os dois eram casados) e com o Manifesto da Poesia Pau-Brasil, que foi inicialmente publicado no jornal Correio da Manha em 18 de março de 1924.
O movimento exaltava a inovação na poesia, o primitivismo e a era presente, ao mesmo tempo em que repudiava a linguagem retórica na poesia. Convivem dialeticamente o primitivo e o moderno, o nacional e o cosmopolita, sendo ideologicamente a raiz do Movimento Antropofágico.[carece de fontes?]